# Lee Seung-hoon (Eisschnellläufer)
Lee Seung-hoon (koreanisch 이승훈; * 6. März 1988 in Seoul) ist ein südkoreanischer Eisschnellläufer, der zuvor als Shorttracker aktiv war. Sein bisher größter Erfolg war der Gewinn der Goldmedaille über 10.000 m bei den Olympischen Winterspielen 2010 in Vancouver, als er olympische Bestleistung lief. Neben einer olympischen Silbermedaille über 5000 m gewann er bei den Asienmeisterschaften im Eisschnelllauf 2010 drei Goldmedaillen.

## Karriere

### Shorttrack
Lee startete bereits in der Grundschule mit dem Shorttracken und setzte das Training trotz finanzieller Probleme der Eltern über die High School bis zur Universität fort. Seine erste internationale Medaille gewann er bei den Shorttrack-Weltmeisterschaften 2005 in Peking, als er über 1500 und 3000 m Bronze sowie mit der 5000-Meter-Staffel Silber gewann. Zwei Jahre später nahm er bei der Winter-Universiade 2007 in Turin teil und gewann Silber über die 1000-m- und 3000-m-Distanz sowie die Bronzemedaille über 1500 m. Außerdem gewann er in der 5000-Meter-Staffel die Goldmedaille. Bei den Shorttrack-Weltmeisterschaften 2008 im südkoreanischen Gangneung gewann er über 3000 m und erneut mit der 5000-Meter-Staffel Gold.
Bei der Winter-Universiade 2009 in Harbin (China) gewann Lee über 1000, 1500 und 3000 m jeweils die Goldmedaille. Er ist damit nach Sung Si-bak, der 2007 fünf Goldmedaillen gewann, der erfolgreichste Shorttracker bei einer Universiade. Außerdem gewann er mit der 5000-Meter-Staffel die Bronzemedaille.
Da es in Südkorea sehr viele Shorttracker gibt, war der Konkurrenzkampf sehr hoch, sodass Lee trotz sehr guter Leistungen bei den letzten Wettkämpfen überraschend nicht für die südkoreanischen Meisterschaften im April 2009 nominiert wurde. Daraufhin entschloss sich Lee, vom Shorttrack zum Eisschnelllauf zu wechseln, der in Südkorea weniger populär ist. Nachdem er in einem Vorentscheid den Favoriten Choi Geun-won besiegt hatte, wurde er ins südkoreanische Nationalteam aufgenommen.

### Eisschnelllauf
Seinen ersten größeren Wettbewerb im Eisschnelllauf bestritt Lee bei den Einzelstreckenasienmeisterschaften 2010 im japanischen Obihiro, wo er drei Goldmedaillen über 1500, 5000 und 10.000 m gewann, wobei er jeweils eine persönliche Bestleistung aufstellte.
Nachdem Lee die Olympianorm erfüllt hatte, nahm er bei den Olympischen Winterspielen 2010 in Vancouver teil. Seinen ersten Wettkampf bestritt er über 5000 m, wo er in einer Zeit von 6:16,95 min hinter dem Niederländer Sven Kramer die Silbermedaille gewann. Damit war Lee der dritte südkoreanische Eisschnellläufer, der bei Olympischen Spielen einen Medaillenrang erreichte sowie der erste Asiate überhaupt, der eine olympische Medaille über eine Langstrecke gewann.
Über 10.000 m lief Lee Seung-hoon im fünften von acht Paaren mit einer Zeit von 12:58,55 min olympischen Rekord. Im letzten Paar trat der Niederländer Sven Kramer gegen den Russen Iwan Skobrew an und führte in der Mitte des Rennens mit über vier Sekunden. Bei der Sieben-Kilometer-Marke wurde Kramer allerdings von seinem Trainer in eine falsche Bahn gewiesen und somit später von der Jury disqualifiziert, obwohl er im Ziel Lees Bestzeit noch einmal unterboten hatte. Daraufhin wurde dem Südkoreaner die Goldmedaille zuerkannt.
Bei den siebten Winter-Asienspielen in Astana gewann Lee Seung-hoon die Goldmedaillen über 5000 und 10.000 m sowie Gold im Massenstart. In der Staffel wurde das südkoreanische Team um drei Hundertstel von Japan geschlagen, die einen neuen asiatischen Rekord aufstellten.
Bei den Olympischen Winterspielen 2014 in Sotschi war er erneut über 5000 und 10.000 m qualifiziert, konnte seine Erfolge aus Vancouver allerdings nicht wiederholen. Über 10.000 m erreichte er mit einer Zeit von 13:11,68 min den vierten Platz, bevor er schließlich gemeinsam mit Kim Cheol-min und Joo Hyong-jun die Silbermedaille in der Teamverfolgung gewann. Dieselbe Medaille hatte das Trio bereits bei den Einzelstreckenweltmeisterschaften 2013 erreicht.
Bei den Olympischen Winterspielen 2018 in Pyeongchang gewann er im erstmals bei Olympia ausgetragenen Massenstartrennen die Goldmedaille, nachdem er zuvor bereits Silber in der Teamverfolgung gewann.

## Persönliche Bestleistungen
Lee Seung-hoon hält derzeit folgende persönliche Bestzeiten im Eisschnelllauf (Stand: 23. Februar 2018):
- 500 m: 36,34 s (Calgary, Kanada, 8. März 2015)
- 1000 m: 1:23,90 min (Seoul, Südkorea, 1. Dezember 2001)
- 1500 m: 1:44,83 min (Calgary, 3. Dezember 2017)
- 3000 m: 3:39,43 min (Calgary, 12. August 2012)
- 5000 m: 6:07,04 min (Calgary, 10. November 2013)
- 10.000 m: 12:55,54 min (Gangwon, Südkorea, 15. Februar 2018)

## Ehrungen (Auswahl)
- 2010 und 2018: Best Athlete Award bei Sports Chosun Coca-Cola Sports Awards.[3][18][19]
- 2018: Fahnenträger der Olympischen Winterspiele 2018